# 강려원
강려원(본래 1987년 1월 14일 음력 1986년 12월 ~ )은 대한민국의 프리랜서 아나운서이다.

## 경력
- OBS 기상캐스터
- 2012년 7월 KBS경인방송센터 아나운서
- 2016년 4월 YTN 앵커

## 학력
- 고등학교 2005년 졸업
- 부산대학교 불어불문학과